# Bâtiment du Parlement du Kenya
Pour les articles homonymes, voir Bâtiment du Parlement.
Le bâtiment du Parlement est le siège des deux chambres du Parlement du Kenya, situé dans la capitale Nairobi.

## Histoire
Le bâtiment du Parlement est construit en 1954 et devient le siège de la législature de la colonie du Kenya, le Conseil législatif du Kenya, qui y siège jusqu'en 1963, date à laquelle le conseil a été remplacé par l'Assemblée nationale. Le bâtiment, connu avant 1963 sous le nom de « bâtiment législatif », est conçu par l'éminent architecte moderniste Amyas Connell et le conseiller en urbanisme du gouvernement colonial kényan, Harold Thornley Dyer,. Le Parlement possède une tour horloge de style anglais, ce qui est une exigence de conception pour que les bâtiments fassent référence au palais de Westminster et à Big Ben.

## Sépulture
Jomo Kenyatta, le premier titulaire de la fonction de Premier ministre du Kenya et premier président de la République du pays, est enterré dans le domaine du parlement.

## Galerie

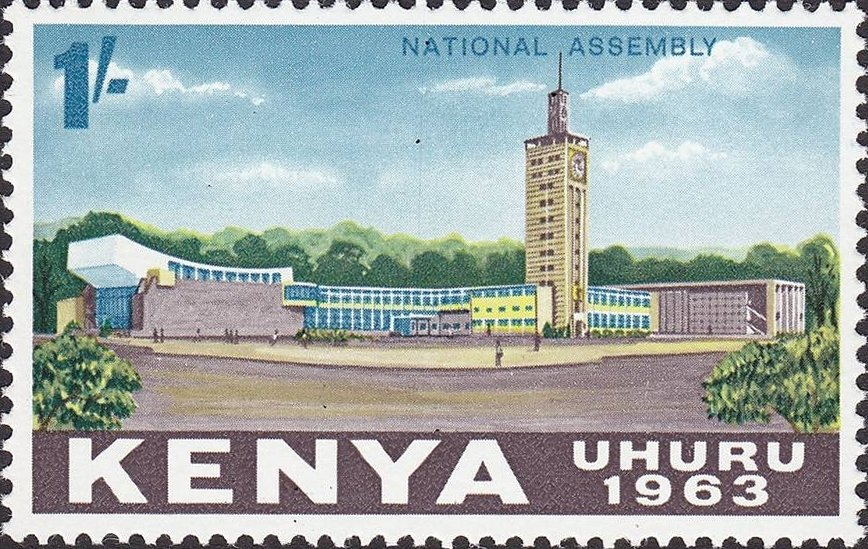
Timbre représentant le Parlement (1963).
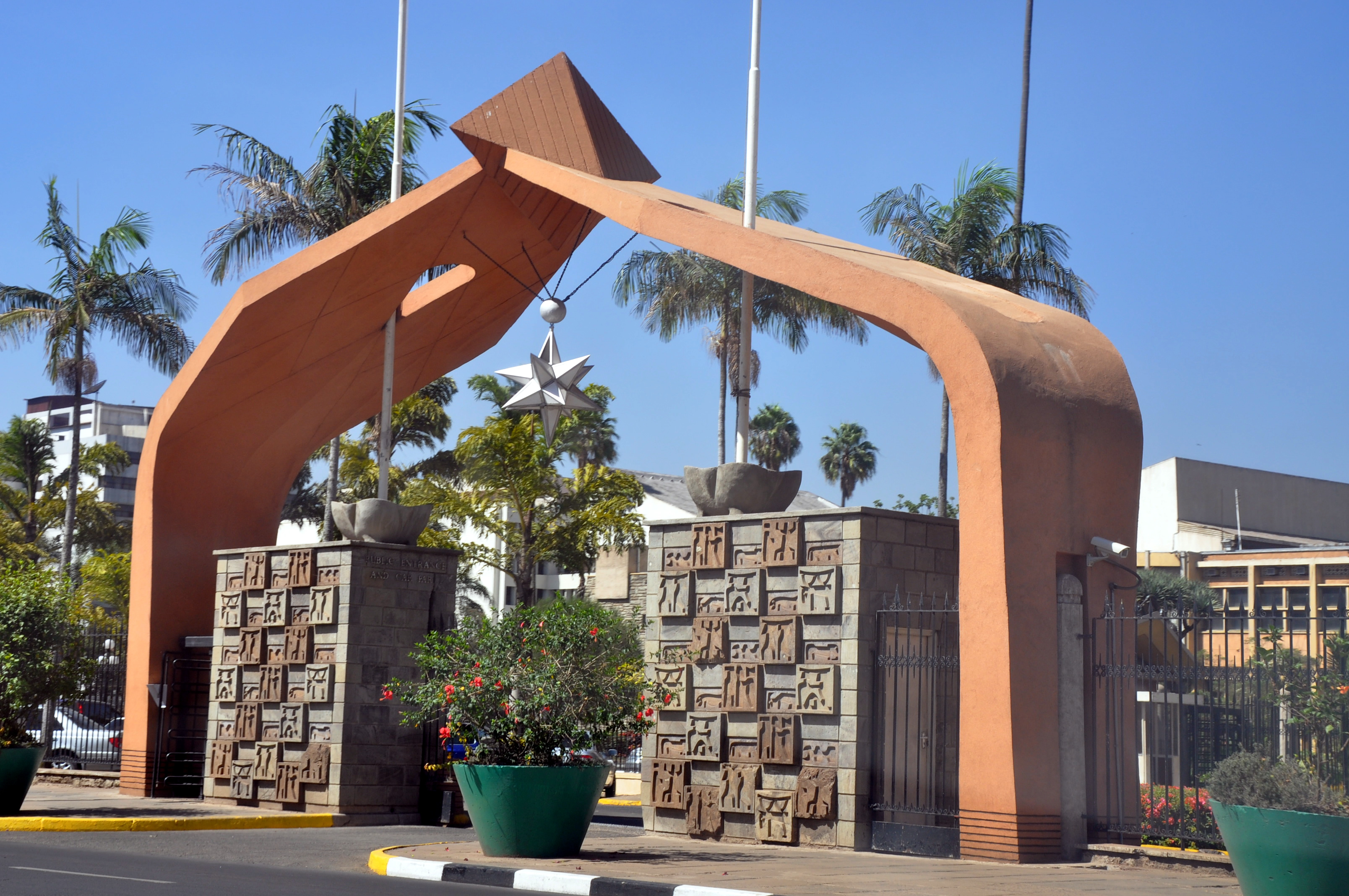
Entrée du Parlement.
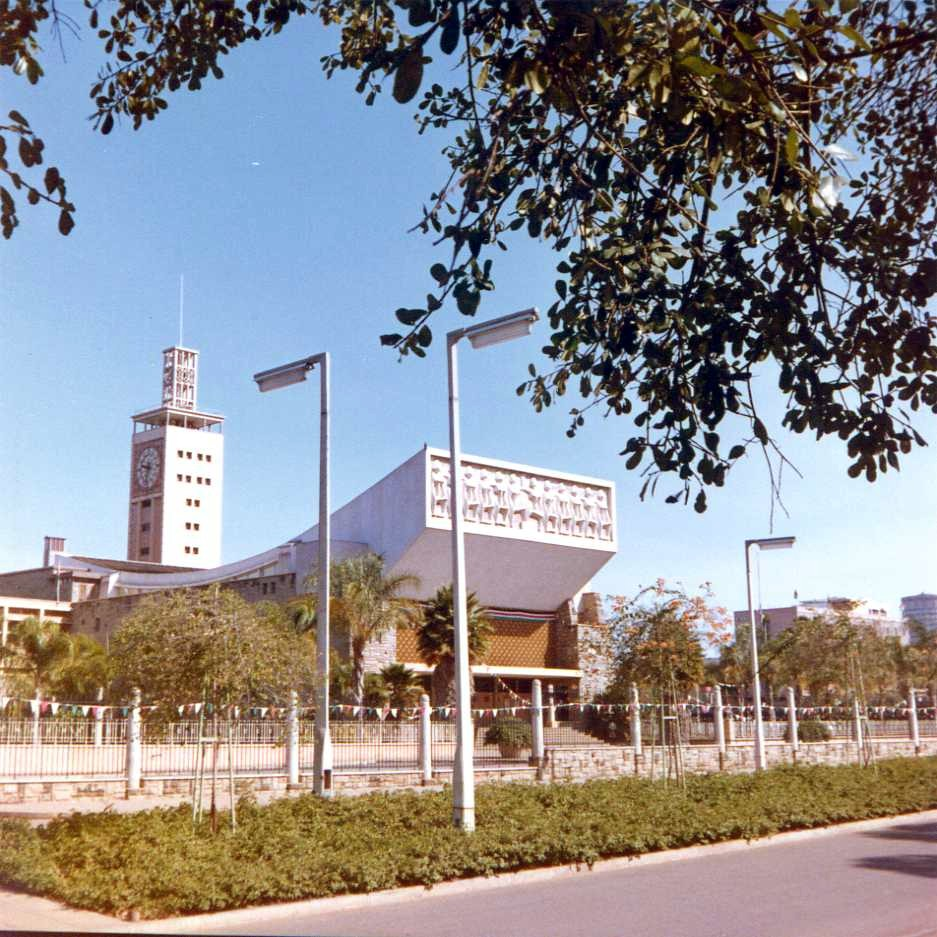
Vue d'un bâtiment du Parlement.